# ميغيل أنخيل رودريغيز
ميغيل أنخيل رودريغيز (بالإسبانية: Miguel Ángel Rodríguez Forero)‏ هو لاعب إسكواش كولومبي، ولد في 20 ديسمبر 1985 في بوغوتا في كولومبيا.

## وصلات خارجية
- ميغيل أنخيل رودريغيز على موقع الاتحاد الدولي لمحترفي الاسكواش (مؤرشف) (الإنجليزية)
- ميغيل أنخيل رودريغيز على موقع SquashInfo.com (الإنجليزية)
- ميغيل أنخيل رودريغيز على موقع الجمعية الدولية للألعاب العالمية (الإنجليزية)